# One for Jude
 (avril 2023).
Si vous disposez d'ouvrages ou d'articles de référence ou si vous connaissez des sites web de qualité traitant du thème abordé ici, merci de compléter l'article en donnant les références utiles à sa vérifiabilité et en les liant à la section « Notes et références ».
One for Jude est un groupe français de musique alternative fondé en 1999 à Paris par Ben Mallès (basse, synthétiseurs) et Billy J Paul (guitares, chant). Younès (guitares, chant, autres instruments) a participé au projet de 2001 à 2012. 
Après des débuts new wave, One for Jude a évolué vers des sonorités plus expérimentales et atmosphériques. À ce jour[Quand ?], One for Jude a produit 10 disques dont cinq albums et a donné de nombreux concerts en France et en Europe.
Site officiel : www.oneforjude.com
Discographie : 
- One for Jude (5 titres, 1999)
- Figures (album, 2001)
- Hélice (maxi, 2004)
- Live in Prag 2002 (live bootlegs, 2004)
- Re Generation (album, 2007)
- Bonheur Dynamique (album, 2009)
- Nous sommes les ruines (6 titres, 2012)
- Au revoir Shoshana (4 titres, 2012)
- Landscape (album, 2014)
- Anne Liese (4 titres, 2015)